# 빈센트 탄
빈센트 탄 지 위안(陳志遠, 1952년 2월 ~ )은 말레이시아 출신의 사업가이자 투자자이다. 말레이시아의 대형 리조트 기업인 베르자야 그룹의 회장이며 2010년 13억 달러의 자산으로 포브스 억만장자 목록에 들기도 하였다.

## 축구
그는 카디프 시티 FC, FK 사라예보, 로스앤젤레스 FC, KV 코르트레이크의 구단주이기도 하다. 그 중 카디프 시티 FC에서는 2010년 인수 후 풋볼 리그 챔피언십 2012-13에서 1위를 하는 등의 업적을 이루었으나, 파란색이었던 전통적인 구단의 앰블럼을 빨간색으로 바꾸는가 하면, 당시 감독이었던 말키 매케이 감독과의 언쟁 등의 기행으로 팬들의 질타를 받았다.